# Cercopithecus mitis
Cercopithèque à diadème, Singe bleu, Singe argenté
Pour la bande dessinée, voir Le Singe bleu.
Espèce
Statut de conservation UICN

 LC  : Préoccupation mineure
Statut CITES
Cercopithecus mitis est une espèce de singes vivant entre autres dans l'altitude basse et moyenne du Mont Kenya, au Kenya. Il est appelé Singe bleu, Singe argenté,  ou encore Singe de Stuhlmann, ou Cercopithèque à diadème, bien que ce nom soit aussi donné à l'espèce Cercopithecus albogularis.

## Répartition géographique et habitat

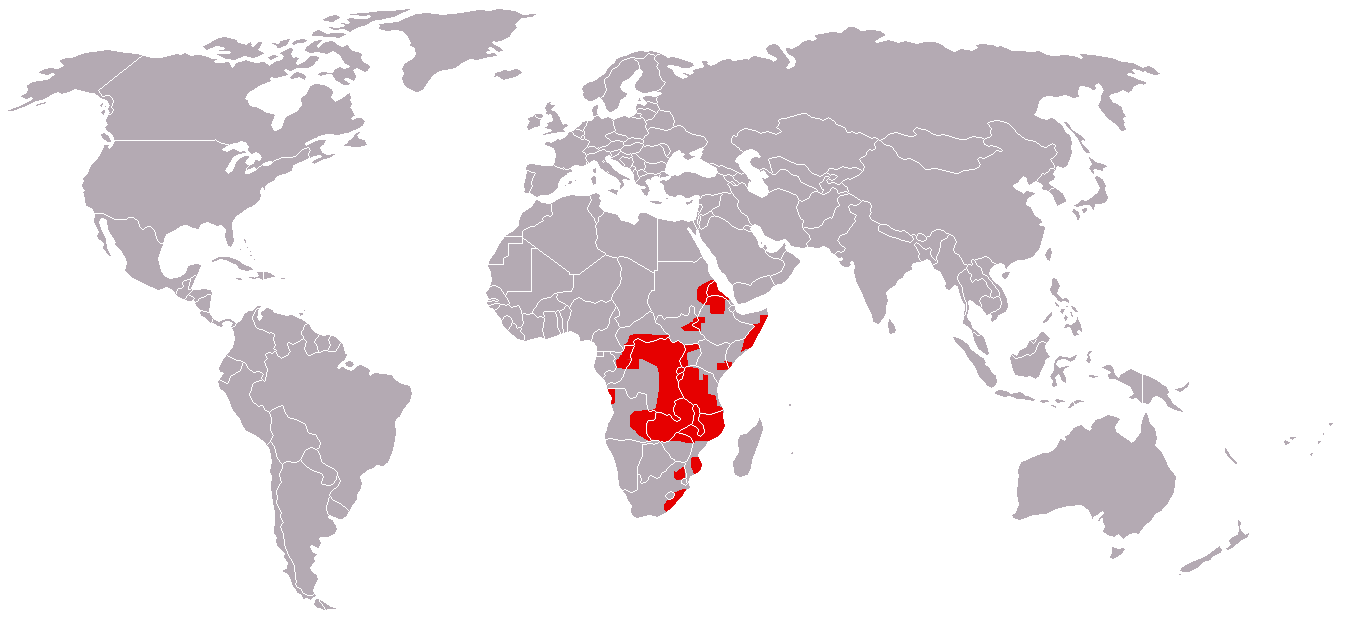
Répartition géographique de Cercopithecus mitis en 2005

## Liste des sous-espèces
Selon Mammal Species of the World (version 3, 2005)  (6 octobre 2014) :
- sous-espèce Cercopithecus mitis boutourlinii
- sous-espèce Cercopithecus mitis elgonis
- sous-espèce Cercopithecus mitis heymansi
- sous-espèce Cercopithecus mitis mitis
- sous-espèce Cercopithecus mitis opisthostictus
- sous-espèce Cercopithecus mitis stuhlmanni